# Fredy Hernández
Fredy Hernández, född 25 april 1978, är en friidrottare från Colombia. Han deltog vid olympiska sommarspelen 2012.